# RAP Amsterdam
RAP war ein Fußballverein aus Amsterdam in den Niederlanden.

## Geschichte
Gegründet wurde der Verein am 14. November 1887. Die Vereine R.U.N., Amstels und Progress, bei denen Cricket gespielt wurde, formten einen Fußballverein mit ihren jeweiligen Anfangsbuchstaben, den RAP. In der Saison 1898/1899 gewann die Mannschaft die erste offizielle niederländische Meisterschaft. Davor gewann man bereits viermal in den Jahren 1892, 1894, 1897 und 1898 die niederländische Meisterschaft, die aber erst ab der Saison 1898/1899 als offiziell gilt. Mit dem Gewinn des erstmals ausgetragenen Telegraafbeker, einem Pokalwettbewerb, im Jahre 1899, sicherte sich der Verein auch direkt das erste Double in den Niederlanden. In den Jahren 1911 bis 1914 begann der sportliche Abstieg des Vereins. Ähnlich schlecht lief es in diesen Jahren auch bei dem Fußballverein Volharding, ebenfalls aus Amsterdam. Am 5. September 1914 fusionierten diese beiden Clubs zum Volharding-R.A.P.-Combinatie V.R.C., der allerdings wieder ein Club für Cricket war. Der Club besteht aktuell unter dem Namen VRA und ist siebenmaliger niederländischer Meister im Cricket.

## Erfolge
- Niederländischer Meister: 1892, 1894, 1897, 1898, 1899 (Meisterschaften vor der Saison 1898/1899 ohne offiziellen Status)
- Niederländischer Pokalsieger: 1899